# The Punisher (film, 2004)
Pour les articles homonymes, voir The Punisher.
Pour plus de détails, voir Fiche technique et Distribution.
The Punisher ou Le Punisher : Les Liens du Sang au Québec (The Punisher) est un film américano-allemand réalisé par Jonathan Hensleigh et sorti en 2004.
C'est l'adaptation de la série de comics du même nom créée par Gerry Conway, Ross Andru et John Romita Sr..

## Synopsis
Ancien membre de la Delta Force, puis agent spécial du FBI, Frank Castle s'apprête à prendre sa retraite pour vivre une vie paisible aux côtés de sa femme et de son fils. Sa dernière opération a coûté la vie d'un des deux fils de Howard Saint (John Travolta), parrain de la mafia, et celui-ci veut se venger. Son deuxième fils et ses hommes tuent la femme et le fils de Frank Castle ainsi que toute sa famille, et laissent ce dernier pour mort. Mais Frank survit, et décide de se venger à son tour de Saint, sous le costume du justicier The Punisher.

## Fiche technique
Sauf indication contraire, les informations mentionnées dans cette section peuvent être confirmées par les bases de données cinématographiques IMDb et Allociné,  présentes dans la section « Liens externes ».
- Titre original et français : The Punisher
- Titre québécois : Le Punisher : Les liens du sang[1]
- Réalisateur : Jonathan Hensleigh
- Scénario : Jonathan Hensleigh et Michael France, d'après le personnage Punisher créé par Gerry Conway, Ross Andru et John Romita Sr.
- Musique : Carlo Siliotto
- Direction artistique : John Hansen et Arlan Jay Vetter
- Décors : Michael Z. Hanan
- Costumes : Lisa Tomczeszyn
- Photographie : Conrad W. Hall
- Son : Steve Bartkowicz, Brad Sherman, Unsun Song, Jon Taylor (en), Marco Streccioni
- Montage : Steven Kemper (de), Jeff Gullo et John Leonetti
- Production : Avi Arad et Gale Anne Hurd
  - Production déléguée : Kevin Feige, Stan Lee, Chris Roberts, Christopher Eberts, John H. Starke et Andreas Schmid
  - Production déléguée (non crédités) : Andrew Golov, Patrick Gunn, Richard Saperstein et Amir Jacob Malin
  - Production associée : Anson Downes et Linda Favila
  - Coproduction : Ari Arad, Andreas Grosch et John Leonetti
- Sociétés de production[2] :
  - États-Unis : Valhalla Motion Pictures et St. Petersburg Clearwater Film Commission, présenté par Lions Gate Films, en association avec Marvel Enterprises
  - Allemagne : VIP 2 Medienfonds et VIP 3 Medienfonds
- Sociétés de distribution : Lions Gate Films (États-Unis) ; Columbia TriStar Films (Allemagne et France) ; Buena Vista International (Suisse romande)
- Budget : 33 millions de $[3]
- Pays de production :  États-Unis,  Allemagne
- Langue originale : anglais
- Format[4] : couleur (DeLuxe) - 35 mm - 2,35:1 (Cinémascope) - son DTS | Dolby Digital | SDDS
- Genre : action, thriller, policier, drame, super-héros
- Durée : 124 minutes, 140 minutes (version longue)
- Dates de sortie[5] :
  - États-Unis, Québec : 16 avril 2004[1]
  - France, Suisse romande : 9 juin 2004[6]
  - Allemagne : 10 juin 2004
- Classification[7] :
  - États-Unis : interdit aux moins de 17 ans (R – Restricted)[Note 1]
  - Allemagne : interdit aux moins de 18 ans (FSK 18)
  - France : interdit aux moins de 16 ans[8],[9],[Note 2]
  - Suisse romande : interdit aux moins de 16 ans[10]
  - Québec : 16 ans et plus (violence) (16+ / 16 years and over)[1]

## Distribution
- Thomas Jane (VF : Boris Rehlinger ; VQ : Gilbert Lachance) : Frank Castle / le Punisher
- John Travolta (VF : Antoine Tomé ; VQ : Jean-Luc Montminy) : Howard Saint
- Will Patton (VF : Jérôme Keen ; VQ : Benoît Rousseau) : Quentin Glass
- Rebecca Romijn (VF : Caroline Santini ; VQ : Isabelle Leyrolles) : Joan
- Ben Foster (VF : Alexandre Gillet ; VQ : Martin Watier) : Dave
- John Pinette (en) : Nathaniel Bumpo
- Samantha Mathis (VF : Barbara Kelsch) : Maria Castle
- A. Russell Andrews (VF : Daniel Njo Lobé) : l'agent Jimmy Weeks
- James Carpinello (VF : Benjamin Penamaria) : John Saint / Bobby Saint
- Laura Harring (VF : Claudine Grémy) : Livia Saint
- Eddie Jemison (VF : Thierry Wermuth ; VQ : François Sasseville) : Mickey Duka
- Eduardo Yáñez : Mike Toro
- Omar Avila (en) : Joe Toro
- Kevin Nash : le Russe
- Mark Collie : Harry Heck
- Roy Scheider (VF : Pierre Dourlens) : Frank Castle, Sr.
- Veryl Jones (VF : Mostefa Stiti) : Candelaria
- Marco St. John (VF : Sylvain Lemarié) : le chef Morris
- Russell Durham Comegys (VF : Pascal Casanova) : Mike
- Tom Nowicki : Lincoln
- Hank Stone : Cutter
- Yamil Piedra : Toro Pit Boss

 Source et légende : version française (VF) sur RS Doublage et VoxoFilm
 Source et légende : version québécoise (VQ) sur Doublage.qc.ca

## Production

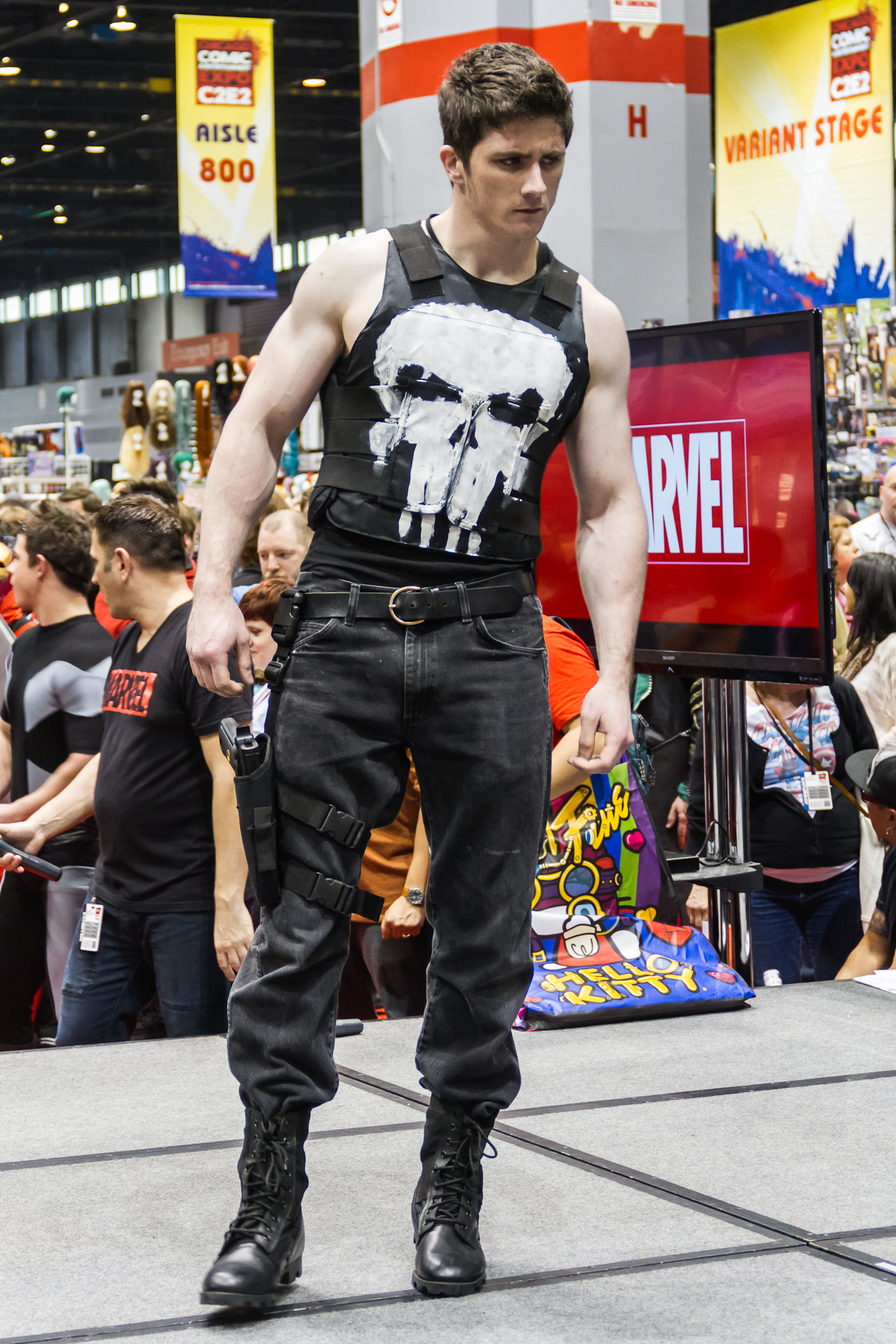
Costume du Punisher comme celui utilisé dans le film.

### Développement
Le film est inspiré d'un comic book basé sur le personnage The Punisher de Marvel Comics. Un film avait été fait dans les années 1980, Punisher, avec Dolph Lundgren. Ce second film n'a aucun lien avec le précédent. L'histoire est principalement basée sur deux séries de comics du Punisher, The Punisher: Year One et Welcome Back, Frank. Le personnage avait connu sous l'influence de Garth Ennis et Steve Dillon.
Pour développer le personnage de Howard Saint, Jonathan Hensleigh a entrepris des recherches approfondies sur les criminels et leur psychologie. Il explique : « Howard Saint pense que sa vengeance est juste. Mais comme beaucoup de criminels, il est complètement dissocié de la moralité et du monde dans lequel nous autres vivons. Il se croit au-dessus de la loi (...) ». Le producteur Avi Arad ajoute : « Un méchant doit posséder une dimension humaine, une faille sensible. Pour le comprendre, il faut découvrir l'homme derrière le masque. Saint a une femme et des enfants qu'il adore, et mène la vie qu'il a choisie. Mais au fond de lui-même, il sait qu'il est dans un business à haut risques, ce qui justifie sa paranoïa ».

### Attribution des rôles
Le premier choix pour incarner Frank Castle est Hugh Jackman qui refuse pour tourner Van Helsing. Le réalisateur explique le choix de Thomas Jane : « Je voulais un acteur qui soit spartiate dans son interprétation, et j'avais été très impressionné par la prestation de Tom dans 61*. On le sent proche de nous, il a de l'allure, sans ressembler aux tops models. Il a un style plus rude, plus aguerri ».
Rebecca Romijn avait déjà incarné un personnage de l'univers Marvel : Mystique dans X-Men, X-Men 2 et X-Men : L'Affrontement final.
Plusieurs acteurs du film avaient déjà travaillé ensemble : Thomas Jane et John Travolta ont collaboré sur Volte-face et La Ligne rouge tandis que Travolta a collaboré avec Samantha Mathis sur Broken Arrow.

### Tournage
Le tournage se déroule à Tampa, en Floride, courant 2003.
Durant sa scène de combat avec Kevin Nash qui incarne le Russe, Thomas Jane l'a accidentellement poignardé. Cette prise a été conservée dans le film.

## Musique

### Original Score from the Motion Picture The Punisher
La musique du film est composée par l'Italien Carlo Siliotto.
| Liste des titres | Liste des titres                                                                        | Liste des titres | Liste des titres | Liste des titres | Liste des titres | Liste des titres | Liste des titres | Liste des titres | Liste des titres |
| No               | Titre                                                                                   | Durée            |                  |                  |                  |                  |                  |                  |                  |
| ---------------- | --------------------------------------------------------------------------------------- | ---------------- | ---------------- | ---------------- | ---------------- | ---------------- | ---------------- | ---------------- | ---------------- |
| 1.               | The Punisher                                                                            | 0:56             |                  |                  |                  |                  |                  |                  |                  |
| 2.               | Otto Krieg                                                                              | 3:14             |                  |                  |                  |                  |                  |                  |                  |
| 3.               | Unusual Resurrection                                                                    | 1:40             |                  |                  |                  |                  |                  |                  |                  |
| 4.               | Moving                                                                                  | 3:09             |                  |                  |                  |                  |                  |                  |                  |
| 5.               | I Can't Believe I'm Home                                                                | 1:23             |                  |                  |                  |                  |                  |                  |                  |
| 6.               | His Whole Family                                                                        | 1:27             |                  |                  |                  |                  |                  |                  |                  |
| 7.               | The Massacre                                                                            | 5:45             |                  |                  |                  |                  |                  |                  |                  |
| 8.               | Death and Resurrection of Frank Castle                                                  | 1:47             |                  |                  |                  |                  |                  |                  |                  |
| 9.               | God's Gonna Sit This One Out                                                            | 3:57             |                  |                  |                  |                  |                  |                  |                  |
| 10.              | Ice Lolly and Meat                                                                      | 1:28             |                  |                  |                  |                  |                  |                  |                  |
| 11.              | You're Gonna Help Me                                                                    | 1:24             |                  |                  |                  |                  |                  |                  |                  |
| 12.              | Entering the Fort                                                                       | 1:58             |                  |                  |                  |                  |                  |                  |                  |
| 13.              | About Your Family / Setting a Trap                                                      | 3:11             |                  |                  |                  |                  |                  |                  |                  |
| 14.              | A Bomb for John Saint                                                                   | 1:08             |                  |                  |                  |                  |                  |                  |                  |
| 15.              | Good Memories Can Save Your Life                                                        | 1:13             |                  |                  |                  |                  |                  |                  |                  |
| 16.              | The Thugs                                                                               | 1:30             |                  |                  |                  |                  |                  |                  |                  |
| 17.              | The Torture                                                                             | 3:12             |                  |                  |                  |                  |                  |                  |                  |
| 18.              | Elevator and Headache                                                                   | 1:07             |                  |                  |                  |                  |                  |                  |                  |
| 19.              | A New Family / Joan's Suffering                                                         | 3:34             |                  |                  |                  |                  |                  |                  |                  |
| 20.              | Quentin's Glass Home                                                                    | 1:32             |                  |                  |                  |                  |                  |                  |                  |
| 21.              | Killing a Best Friend                                                                   | 1:43             |                  |                  |                  |                  |                  |                  |                  |
| 22.              | You Don't Understand... End of a Dark Lady                                              | 2:34             |                  |                  |                  |                  |                  |                  |                  |
| 23.              | She Took the Train / Punishment                                                         | 1:47             |                  |                  |                  |                  |                  |                  |                  |
| 24.              | The Arrow                                                                               | 1:48             |                  |                  |                  |                  |                  |                  |                  |
| 25.              | Both of Them                                                                            | 1:32             |                  |                  |                  |                  |                  |                  |                  |
| 26.              | The Skull                                                                               | 2:34             |                  |                  |                  |                  |                  |                  |                  |
| 27.              | Castle's Loneliness                                                                     | 1:35             |                  |                  |                  |                  |                  |                  |                  |
| 28.              | Call Me ‘The Punisher’                                                                  | 2:23             |                  |                  |                  |                  |                  |                  |                  |
| 29.              | Jealous One (Performed by J.C. Loader)                                                  | 3:52             |                  |                  |                  |                  |                  |                  |                  |
| 30.              | La donna è mobile extrait de Rigoletto de Giuseppe Verdi (interprété par Peter Dvorský) | 2:06             |                  |                  |                  |                  |                  |                  |                  |
| 67:41            |                                                                                         |                  |                  |                  |                  |                  |                  |                  |                  |

### The Punisher: The Album
En plus des compositions originales de Carlo Siliotto, Wind-up Records publie un autre album contenant des chansons metal d'artistes et groupes comme Seether, Queens of the Stone Age et Nickelback.
| Liste des titres | Liste des titres   | Liste des titres                                  | Liste des titres | Liste des titres | Liste des titres | Liste des titres | Liste des titres | Liste des titres | Liste des titres |
| No               | Titre              | Interprète(s)                                     | Durée            |                  |                  |                  |                  |                  |                  |
| ---------------- | ------------------ | ------------------------------------------------- | ---------------- | ---------------- | ---------------- | ---------------- | ---------------- | ---------------- | ---------------- |
| 1.               | Step Up            | Drowning Pool                                     | 3:18             |                  |                  |                  |                  |                  |                  |
| 2.               | Bleed              | Puddle of Mudd                                    | 3:34             |                  |                  |                  |                  |                  |                  |
| 3.               | Slow Motion        | Nickelback                                        | 3:32             |                  |                  |                  |                  |                  |                  |
| 4.               | Never Say Never    | Queens of the Stone Age                           | 4:23             |                  |                  |                  |                  |                  |                  |
| 5.               | Broken             | Seether feat. Amy Lee                             | 4:18             |                  |                  |                  |                  |                  |                  |
| 6.               | Finding Myself     | Smile Empty Soul                                  | 3:29             |                  |                  |                  |                  |                  |                  |
| 7.               | Lost in a Portrait | Trapt                                             | 4:41             |                  |                  |                  |                  |                  |                  |
| 8.               | Still Running      | Chevelle                                          | 3:11             |                  |                  |                  |                  |                  |                  |
| 9.               | Ashes to Ashes     | Damageplan feat. Jerry Cantrell                   | 5:04             |                  |                  |                  |                  |                  |                  |
| 10.              | Sold Me            | Seether                                           | 3:40             |                  |                  |                  |                  |                  |                  |
| 11.              | Eyes Wired Shut    | Edgewater (en)                                    | 3:14             |                  |                  |                  |                  |                  |                  |
| 12.              | Slow Chemical      | Finger Eleven                                     | 3:18             |                  |                  |                  |                  |                  |                  |
| 13.              | The End Has Come   | Ben Moody feat. Jason Miller & Jason "Gong" Jones | 3:08             |                  |                  |                  |                  |                  |                  |
| 14.              | Piece by Piece     | Strata                                            | 3:38             |                  |                  |                  |                  |                  |                  |
| 15.              | Bound to Violence  | Hatebreed                                         | 2:23             |                  |                  |                  |                  |                  |                  |
| 16.              | Sick               | Seven Wiser                                       | 3:05             |                  |                  |                  |                  |                  |                  |
| 17.              | Complicated        | Submersed                                         | 3:08             |                  |                  |                  |                  |                  |                  |
| 18.              | Time for People    | Atomship (en)                                     | 3:44             |                  |                  |                  |                  |                  |                  |
| 19.              | In Time            | Mark Collie                                       | 2:45             |                  |                  |                  |                  |                  |                  |
| 67:39            |                    |                                                   |                  |                  |                  |                  |                  |                  |                  |

## Accueil

### Accueil critique
Le film reçoit des commentaires négatifs dans la presse lors de sa sortie dans les pays anglophones : seuls 29 % des 167 critiques collectées par le site Rotten Tomatoes sont favorables, pour une moyenne de 4,5⁄10, tandis qu'il obtient un score de 33⁄100 sur le site Metacritic, pour 36 critiques. L'accueil est mitigé en France, puisque le site Allociné lui attribue une moyenne de 2,9⁄5, pour 8 critiques.
Le site Nanarland lui consacre même un article, notant dans son introduction : « Voici le film d'une confirmation éclatante à propos des adaptations de comics aux Etats-Unis, pour la plupart des projets lancés sur leur seul nom évocateur, produits à la ramasse, interprétés par des gaufres [...], scénarisés par des incompétents et réalisés par des cinéastes novices », tout en critiquant le jeu d'acteur de Thomas Jane, qualifié de « platitude incroyable », « complètement absent et pas du tout investi des contradictions de son personnage » et que John Travolta est « réduit à fumer la pipe pour évoquer sa méchanceté, dont la force charismatique est essentiellement capillaire ».

### Box-office
Le film rapporte 13 834 527 $ aux États-Unis au cours de son week-end d'ouverture, prenant ainsi la seconde position du box-office. Après plus de treize semaines d'exploitation, The Punisher a rapporté 33 810 189 $. À l'étranger, il rapporte 20 889 916 $, portant le cumul des recettes mondiales à 54 700 105 $.
En France, il ne parvient qu'à totaliser 182 877 entrées, après n'être resté que trois semaines à l'affiche.
| Pays ou région | Box-office      | Date d'arrêt du box-office | Nombre de semaines |
| -------------- | --------------- | -------------------------- | ------------------ |
| États-Unis     | 33 810 189 $    | 22 juillet 2004            | 13                 |
| France         | 182 877 entrées | -                          | 3                  |
| Total mondial  | 54 700 105 $    | -                          | -                  |

## Distinctions
Entre 2004 et 2005, le film The Punisher a été sélectionné 6 fois dans diverses catégories et a remporté 1 récompense.

### Récompenses
- Taurus - Prix mondiaux des cascades 2005 : Trophée Taureau du meilleur coup de feu pour Mark Chadwick[Note 3].

### Nominations
- Association internationale des critiques de musique de film 2004 : Meilleure musique originale d'un film d'horreur / thriller pour Carlo Siliotto
- Prix Prism 2005 : Meilleur long métrage à large diffusion.
- Taurus - Prix mondiaux des cascades 2005 :
  - Meilleure cascade automobile pour Keii Johnston et Dane Farwell[Note 4],
  - Meilleure cascadeuse pour Donna Evans[Note 5],
  - Meilleur coordinateur de cascade et/ou réalisateur de la 2e équipe pour Gary Hymes.